# Kamenskoïe (kraï du Kamtchatka)
Kamenskoïe (en russe : Каменское) est un village du kraï du Kamtchatka, en Russie. Il est le centre administratif du raïon de la Penjina et il faisait partie avant 2007 de la Koriakie. Sa population s'élevait à 479 habitants au 1er janvier 2022.

## Géographie

### Situation

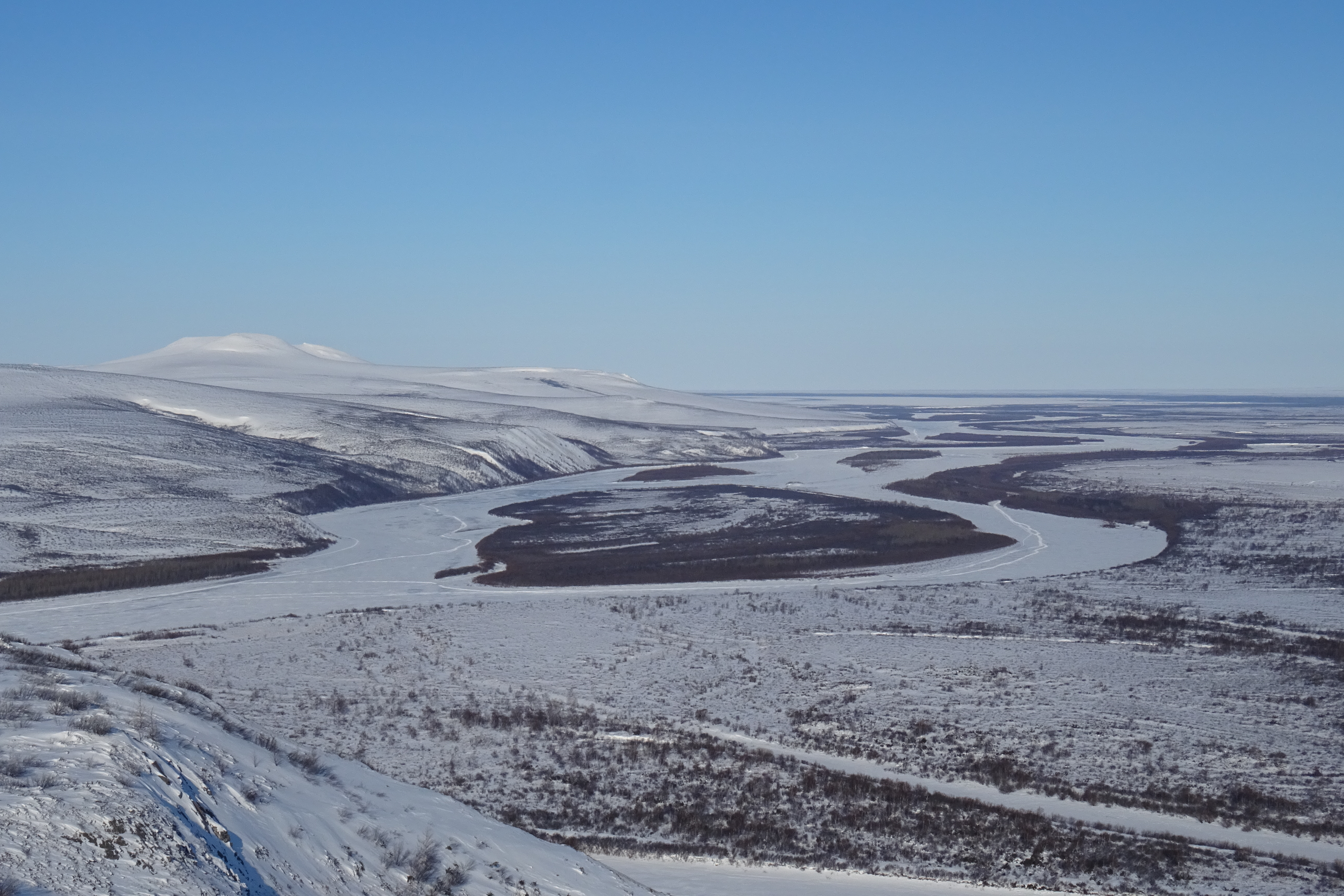
La Penjina non-loin de Kamenskoïe

Le village de Kamenskoïe se situe dans la plaine fluviale de la Penjina, fleuve que le village borde. Cette plaine est composée de toundra, mais est entrecoupée de collines de basse altitudes et de crêtes. Le village se situe d'ailleurs entre deux collines.

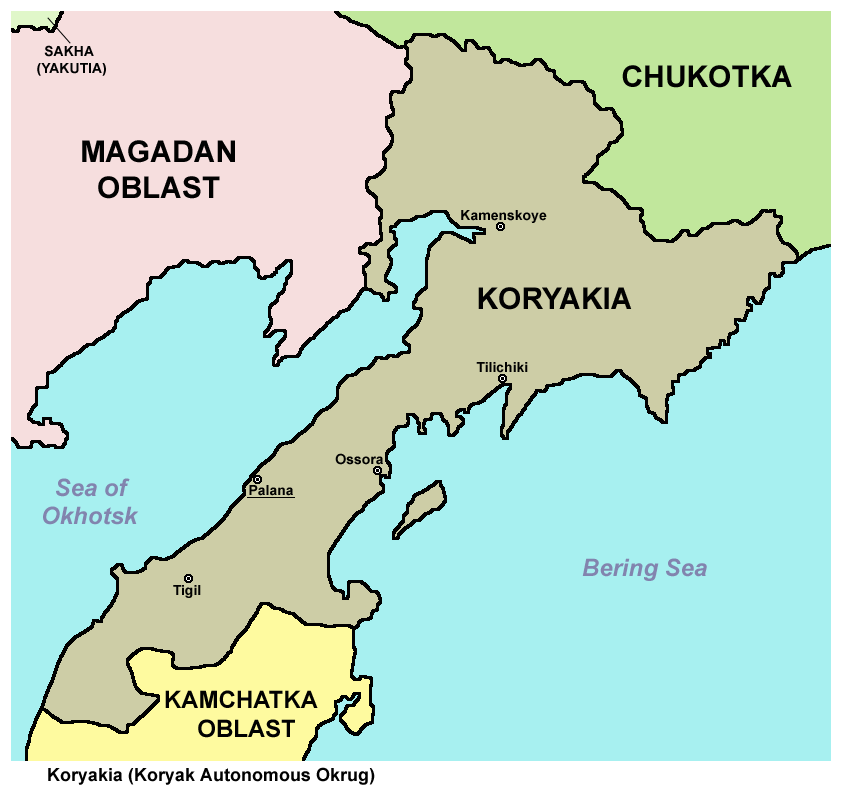
Kamenskoïe et les localités les plus proches.

Plus largement, le village est bordé au nord par les monts de la Kolyma tandis qu'au sud et à l'est ce sont les monts Koryak. Kamenskoïe se situe à une cinquantaine de kilomètres de l'estuaire du fleuve, qui débouche dans le golfe de Penjina, partie de la mer d'Okhotsk. Le village se trouve au nord de la péninsule du Kamtchatka à la bordure de la région de la Kolyma, elle-même dans l'Extrême-Orient russe. De par cette isolation, le village n'a aucun lien terrestre avec le reste de la Russie, la route d'Anadyr, la plus proche étant à 530 km, à Omsouktchan. Kamenskoïe est de plus à 6 130 km de Moscou et à 2 450 km de Khabarovsk, plus grande ville de l'extrême-orient russe. La grande ville la plus proche est Petropavlovsk-Kamtchatski à 1 330 km au sud.

### Climat
Le climat de Kamenskoïe est de type dfc, soit un climat subarctique, avec des hivers plus rigoureux et plus longs (environ 7 mois) alors que l'été est très court, pluvieux et doux.
| Mois                                                | jan.       | fév.       | mars       | avril      | mai        | juin      | jui.      | août      | sep.       | oct.       | nov.       | déc.       | année      |
| --------------------------------------------------- | ---------- | ---------- | ---------- | ---------- | ---------- | --------- | --------- | --------- | ---------- | ---------- | ---------- | ---------- | ---------- |
| Température minimale moyenne (°C)                   | −27,2      | −26,5      | −23,3      | −15,4      | −2,6       | 4,8       | 8,3       | 6,9       | 1          | −9,8       | −21        | −26,7      | −11        |
| Température moyenne (°C)                            | −23,3      | −22,6      | −18,9      | −10,7      | 1,4        | 10,2      | 13,6      | 11,5      | 5,4        | −6,1       | −17,1      | −22,9      | −6,7       |
| Température maximale moyenne (°C)                   | −19,6      | −18,9      | −14,6      | −6,4       | 5,4        | 15,9      | 19        | 16,3      | 9,9        | −2,4       | −13,5      | −19,3      | −2,4       |
| Record de froid (°C) date du record                 | −52,4 1964 | −48,8 1990 | −48,4 1988 | −38,2 1961 | −27,6 1968 | −4,5 1971 | −2,6 1964 | −8,3 1993 | −15,2 1993 | −32,3 1962 | −43,9 1958 | −52,6 1970 | −52,6 1970 |
| Record de chaleur (°C) date du record               | 6,8 1956   | −6,5 2014  | 6,2 2004   | 8,2 2013   | 21,9 2019  | 29,3 1991 | 39,3 2001 | 31,4 2010 | 21,5 2018  | 15,2 1963  | 6,4 1966   | 7,4 1955   | 39,3 2001  |
| Ensoleillement (h)                                  | 44         | 97         | 182        | 223        | 222        | 264       | 234       | 171       | 129        | 90         | 48         | 23         | 1 727      |
| Précipitations (mm)                                 | 34,8       | 29,9       | 23,6       | 19,4       | 17,4       | 29,6      | 44,8      | 61,2      | 42,1       | 31         | 31,9       | 31,8       | 397,5      |
| Précipitations les plus basses (mm) année du record | 0,6 2009   | 0,4 1971   | 0,7 1973   | 2 1974     | 1 1966     | 0,3 1983  | 0,3 1964  | 10 1991   | 1 1963     | 2 1959     | 5 2016     | 1 1976     | 185 1995   |
| Précipitations les plus hautes (mm) année du record | 120 1968   | 179 1966   | 73 1982    | 59 1978    | 54 2006    | 122 2012  | 127 1989  | 145 2011  | 154 2000   | 78 1989    | 152 1973   | 149 1965   | 742 1965   |
| Record de pluie en 24 h (mm) date du record         | 31 2005    | 44 1968    | 24 1987    | 23 1980    | 19 2006    | 28 1977   | 36 2021   | 51 2010   | 60 2000    | 31 2008    | 25 1980    | 38 1972    | 60 2000    |
| Nombre de jours avec précipitations                 | 13,5       | 11,5       | 11,4       | 11,5       | 10,1       | 9,4       | 11,1      | 13,3      | 11,3       | 13,5       | 14,2       | 13,1       | 143,9      |

| Diagramme climatique                                  |                |                |               |             |             |           |             |          |            |              |                |
| J                                                     | F              | M              | A             | M           | J           | J         | A           | S        | O          | N            | D              |
| −19,6−27,234,8                                        | −18,9−26,529,9 | −14,6−23,323,6 | −6,4−15,419,4 | 5,4−2,617,4 | 15,94,829,6 | 198,344,8 | 16,36,961,2 | 9,9142,1 | −2,4−9,831 | −13,5−2131,9 | −19,3−26,731,8 |
| Moyennes : • Temp. maxi et mini °C • Précipitation mm |                |                |               |             |             |           |             |          |            |              |                |

## Histoire
Même si plusieurs expéditions eurent lieu précédemment, Mikhaïl Stadoukhine est l'un des premiers Européens à fouler le sol de la région de la Koriakie. Parti dès 1641, il arrive dans le golfe de Penjina en 1651, où il rencontre des Koriaks et voit l'absence de végétation, qu'il notera par la suite dans son carnet en 1658 « Comme une rivière sans arbres, et beaucoup de gens y vivent, l'ethnie Koryak s'appellera ».
Le sol du village est attesté d'avoir été foulé avec l'expédition du cosaque de Sibérie Vladimir Atlassov, qui part en 1697 d'Iakoutsk afin d'explorer le Kamtchatka. Il passe sur son chemin par les actuels villages d'Oklan, Kamenskoïe et de Manily, avant d'établir le village de Verkhnekamtchatsk près de Milkovo (dans la plaine centrale) en 1697.
Au cours du 18e siècle, l'emplacement du village a plusieurs fois été peuplé pour sa position géographique et topographique, mais ce n'est qu'en avec la création du raïon de la Penjina le 1er avril 1926 (décidé le  27 janvier précédent) que le village est établi. Kamenskoïe devait devenir le centre administratif de la Koriakie, mais Gijiga (aujourd'hui dans l'oblast de Magadan) récupère le rôle. Gijiga disposait de bâtiment et existait déjà depuis le XVIIIe siècle. Le village commence à se développer, et un conseil tribal est établi par le pouvoir central dans chaque village de Koriakie. Ce n'est qu'en 1930 que Kamenskoïe devient de facto le centre administratif, grâce au développement qui se poursuit (hôpital, abattoir, école, vétérinaire ou encore lieu de culte sont construits).
Le 15 octobre 1937, Palana récupère le rôle de centre administratif de la Koriakie, et le village perd alors le peu d'importance qu'il avait.
Dans les années 1960, une station militaire a été construite à 4 kilomètres du centre du village - qui assurait les communications de la flotte du Pacifique avec Moscou. Mais en 2005, l'installation a été fermée et il reste quatre grandes antennes ainsi que les ruines de casernes et de bâtiments techniques.

## Démographie
Recensements (*) ou estimations de la population:
| 1939* | 1959* | 1970* | 1979* | 1989* | 2002* | 2008 |
| ----- | ----- | ----- | ----- | ----- | ----- | ---- |
| 283   | 582   | 1 001 | 1 283 | 1 369 | 652   | 669  |

| 2009 | 2010* | 2011 | 2012 | 2013 | 2014 | 2015 |
| ---- | ----- | ---- | ---- | ---- | ---- | ---- |
| 677  | 658   | 671  | 681  | 619  | 615  | 602  |

| 2016 | 2017 | 2018 | 2019 | 2020 | 2021 | 2022 |
| ---- | ---- | ---- | ---- | ---- | ---- | ---- |
| 589  | 565  | 566  | 552  | 524  | 504  | 479  |

Au 1er janvier 2009, il y avait parmi la population 142  Évènes, 93 personnes Koriaks, 17 Tchouktches et un Itelmène. La seule communauté religieuse était la religion orthodoxe.
En 2012, le taux de natalité était de 11,8%, lui de mortalité de 5,9%, soit un taux d'accroissement naturel de 5,9%. Quant-au sexe, il y avait 368 femmes pour 313 hommes. Pour l'âge, il y avait 200 enfants (moins de 16 ans) et 70 personnes âgées. Pour le travail, il y avait 16 chômeurs, toujours en 2012.

## Politique et administration
Pendant l'ère soviétique, le village était dirigé par un conseil tribale, conseil lui-même dirigé par un chef. Aujourd'hui, le conseil s'appelle le conseil des députés (ou la douma municipale), composé de 7 membres dont un président. D'autre part, il y a un chef du village (ou maire), qui est responsable devant la population et le conseil. Que ce soit le conseil ou le chef, ils sont élus au suffrage universel, égal et direct au scrutin secret pour une durée de 4 ans renouvelable tant qu'ils n'ont pas atteint 65 ans. Le village dispsoe d'une charte qui régit les différentes instances et pouvoirs dans la commune.
Depuis 2006, par la loi de l'Okrug autonome de Koriakie du 2 décembre 2004, Kamenskoïe est un établissement rural, officiellement inscrit au registre des communes le 2 février 2006.
| Période                                  | Période  | Identité                  | Étiquette   | Qualité    |
| ---------------------------------------- | -------- | ------------------------- | ----------- | ---------- |
| Les données manquantes sont à compléter. |          |                           |             |            |
| 13/09/2001                               | En Cours | Palmin Andrey Borisovitch | Russie unie | Technicien |

## Économie et équipements
Kamenskoïe vit en grande partie grâce aux institutions du raïon de Penjina dont elle est le centre administratif, avec un tribunal, l'administration, une gendarmerie, un centre de secours mais avec la présence aussi de quelques entreprises privées. Dans le privé, on trouve surtout de l'agriculture, avec 2,41 hectares de terres agricoles, mais aussi de l'élevage (porcs ou poules).
De plus, Kamenskoïe possède un hôpital et une école avec une piscine et un terrain multisport. Enfin, il y a un musée sur la localité.

## Transport et communications
Le village est connecté par voie terrestre au village de Manili situé à 60 kilomètres via une route de gravier. Dans ce village à peine plus peuplé (672 habitants en 2022), il existe une piste aéroportuaire permettant une connexion avec le reste du monde. Depuis 2019, il y a deux rotations par semaine avec l'aéroport de Petropavlovsk-Kamtchatski avec une escale à Tilitchiki, avec un Antonov An-28.
Pour acheminer les marchandises, il est possible de les acheminer directement par bateau jusqu'à la localité de la mi-mai à la mi-septembre. Le reste de l'année, la présence de glaces rend la navigation impraticable mais de décembre à mars, via les routes d'hiver, Kamenskoïe est connectée à Tilitchiki, qui lui a un port libre de glace toute l'année. En 2009, le fret transportait 2,647 tonnes de marchandises vers ou à l'exterieur de la ville.
Kamenskoïe dispose de la 3G depuis juillet 2022.